# 陳光遠
陳 光遠（ちん こうえん）は清末民初の軍人、政治家。北京政府、直隷派の有力軍人で、李純、王占元と共に「長江三督」と呼ばれた。字は秀峰。

## 事績
天津武備学堂を卒業し、武衛右軍で隊官として軍歴を開始した。1902年（光緒28年）、北洋常備軍軍政司総務処総弁に就任する。後に北洋第4鎮第8協統領に異動した。1911年（宣統3年）の武昌起義では、馮国璋の下で革命派の討伐に向かい、第4鎮統制に昇進した。ところが、第4鎮の一部が兵変を起こしたため、それを問われて罷免された。
1912年（民国元年）、陸軍中将兼総統府諮議官として復帰した。1913年（民国2年）、熱河巡防営統領兼赤峰鎮守使に異動する。1914年（民国3年）、袁世凱が直接統率する軍事模範団が成立すると、陳光遠は団副に任命される。さらに新編陸軍第12師師長兼模範団督練に就任した。1915年（民国4年）12月、袁が皇帝に即位すると、陳は一等子爵に封じられた。
1916年（民国5年）6月に袁世凱が死去すると、陳光遠は直隷派に加わるようになった。1917年（民国6年）、京津警備副司令に任命され、張勲が復辟を行うと陳は北京九門提督に任じられたが、その後直ちに張勲討伐に参加している。
馮国璋が代理大総統に就任すると、陳は江西督軍に任命された。段祺瑞が湖南省に南方政府討伐の派兵を目論むと、陳は江蘇督軍李純、湖北督軍王占元とともに、これを阻止する動きに出て、段も断念した。これにより、李・王・陳の3督軍は、「長江三督」として国政でも注目を受けるようになる。
しかし1921年（民国10年）、江西省内の各階層から陳光遠の統治に対する反対運動が起き、陳は下野に追い込まれた。これ以降、陳は軍事・政治の舞台には復帰できず、天津で商売を営んで暮らした。
1939年（民国28年）、死去。享年67。

## 注
1. ↑  徐友春主編『民国人物大辞典 増訂版』1406頁による。Who's Who in China 3rd ed.,p.119は1878年とする。